# Liste von EinsPlus-Sendungen
Die Liste von EinsPlus-Sendungen ist eine unvollständige Zusammenstellung von Sendungen, die auf dem ehemaligen Fernseh-Spartenprogramm EinsPlus liefen.

## Ausgestrahlte Sendungen
| - 1080NerdScope - 7 Tage … - Auf 3 Sofas durch... - Ausflug mit Kuttner … - Beatzz - Beatzz in Concert - Berlin2Shanghai - Braintuning - DASDING.tv - Die Backpacker - EinsPlus Charts - Es geht um mein Leben! - In Deutschland um die Welt - in.puncto - It’s Fashion - Klub Konkret - LateLine – mit Jan Böhmermann - LEBEN! - Mission Mittendrin - My Hometown - Quiz@home - Reload - slam attack! - StandUpMigranten - vernetzt - verkuppelt - verliebt - Walulis sieht fern - Waschen. Schneiden. Reden. - Wer’s bringt, gewinnt - WTF?! Wissen – Testen – Forschen - Wir sind Deutschland - Wochenwebschau (2012 bis 2013 Tageswebschau) | - ARD-Ratgeber (von Das Erste) - Die allerbeste Sebastian Winkler Show (von BR Fernsehen) - Dienstags ein Held sein (vom KiKA) - Einfach genial! (von MDR Fernsehen) - extra 3 (von NDR Fernsehen) - Kopfball (von Das Erste) - Krömer – Die Internationale Show (von rbb Fernsehen) - NDR Comedy Contest (von NDR Fernsehen) - Plusminus (von Das Erste) - PULS (von BR Fernsehen) - rbb Praxis (von rbb Fernsehen) - service:gesundheit (von hr-fernsehen) - SWR3 latenight (von SWR Fernsehen) - Visite (von NDR Fernsehen) - Weltreisen (von Das Erste) - Yourope (von arte) - Zapp (von NDR Fernsehen) |
| Sendungen der ARD | |
| - Das Erste - One - Tagesschau24 - ARD alpha | |
| - 3sat - Arte - Phoenix - KiKA - Funk | |
| - BR Fernsehen - HR-Fernsehen - SR Fernsehen - MDR Fernsehen - NDR Fernsehen - rbb Fernsehen - SWR Fernsehen - WDR Fernsehen | |
| - DW | |